# Fotomultiplicator

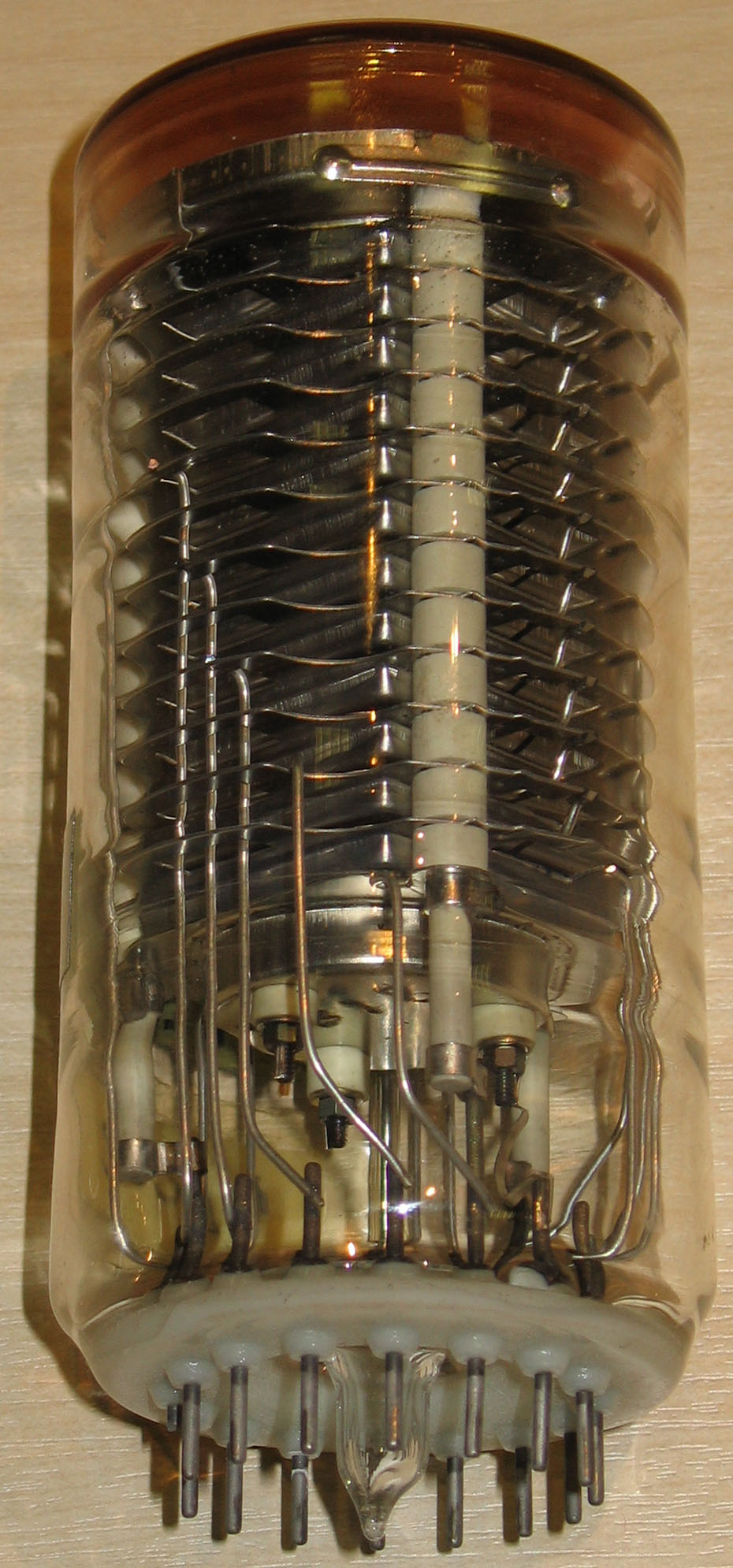
Photomultiplicator

Een fotomultiplicator, (ook fotomultiplier (buis), photomultiplier tube, of fotoversterkerbuis genoemd) is een elektronenbuis waarmee zeer zwakke lichtsignalen of zelfs individuele fotonen kunnen worden gemeten.

## Werking
Een fotomultiplicator bestaat ruwweg uit een buis met een kathode (fotokathode), een anode en tussenliggende dynodes.
Een invallend foton maakt door het foto-elektrisch effect een elektron vrij in de fotokathode. Elke dynode heeft een hogere potentiaal dan de kathode, daardoor worden de vrijgemaakte elektronen versneld in de richting van de dynode. Wanneer de vrijgekomen elektronen met hoge snelheid botsen met de dynode, komen er meer elektronen vrij. Dit verschijnsel noemt men secundaire emissie. De elektronen worden dan naar de volgende dynode versneld, waar het proces zich herhaalt en nog meer elektronen worden vrijgemaakt. Een fotomultiplicator bevat een aantal van deze "trappen", en bij iedere trap wordt het aantal elektronen vergroot. Met acht tot tien dynodes komen er uiteindelijk voldoende elektronen vrij om op de anode een meetbaar signaal op te leveren.
Men kan een fotomultiplicatorbuis koppelen aan een scintillator, zoals in de afbeelding. Een scintillator is een materiaal dat deeltjes met een hoge energie absorbeert en hun energie in fotonen met een bepaalde golflengte omzet. Op deze manier kan men de fotomultiplicator gebruiken om ioniserende straling te meten, zoals in de scintillatiemeter.

Schema van een fotomultiplicator gekoppeld aan een scintillator.

diode ·
triode ·
tetrode ·
pentode ·
hexode ·
heptode ·
octode ·
enneode

kathodestraalbuis ·
indicatorbuis ·
fotocel ·
fotomultiplicator ·
klystron ·
magnetron ·
lopende-golfbuis ·
geigerteller ·
gasontladingsbuis ·
thyratron ·
kwikdampgelijkrichter ·
ignitron